# Haus am Hang
Koordinaten: 40° 1′ 7,7″ N, 34° 36′ 59,7″ O

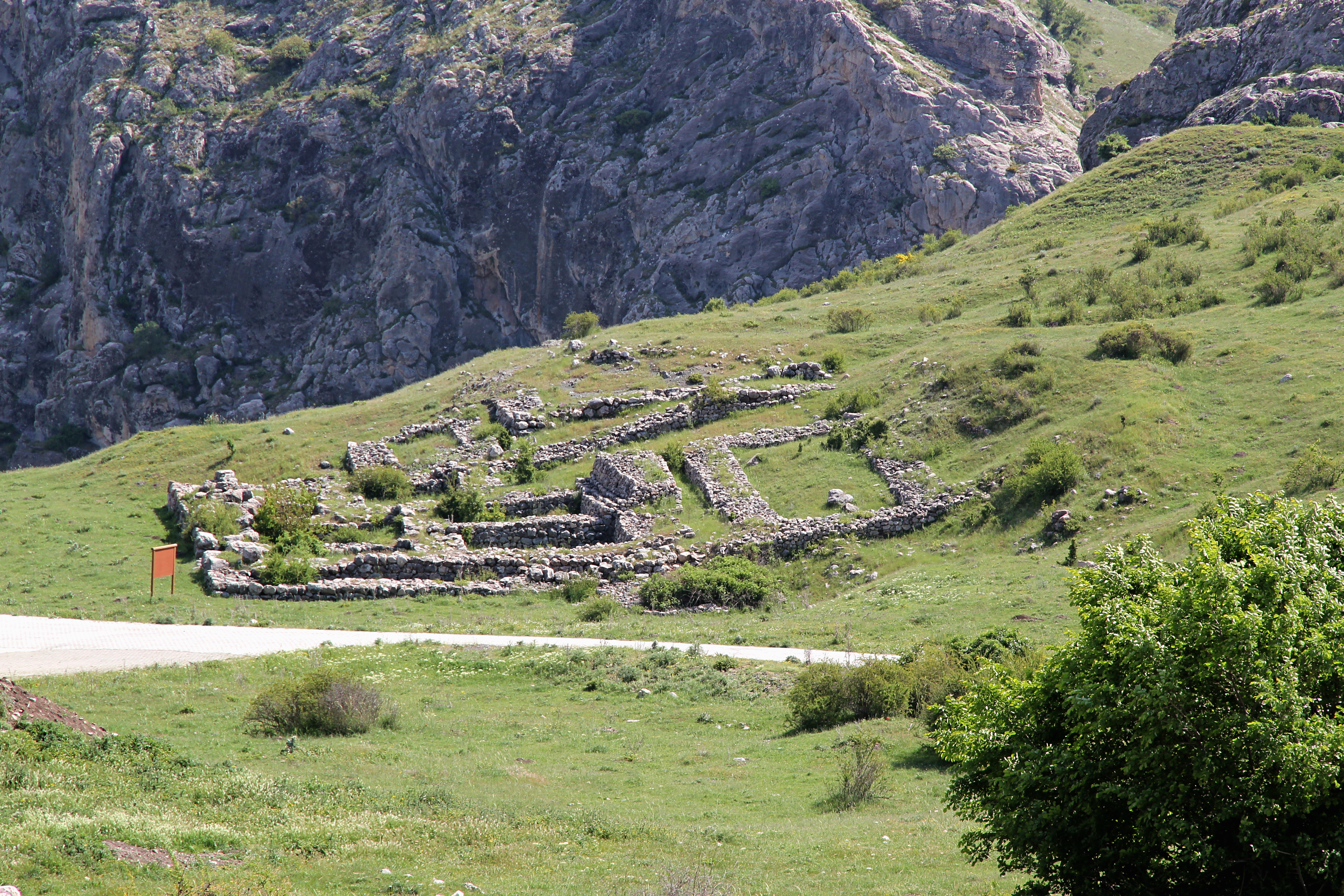
Haus am Hang von Westen, im Hintergrund der Felsen Ambarlıkaya

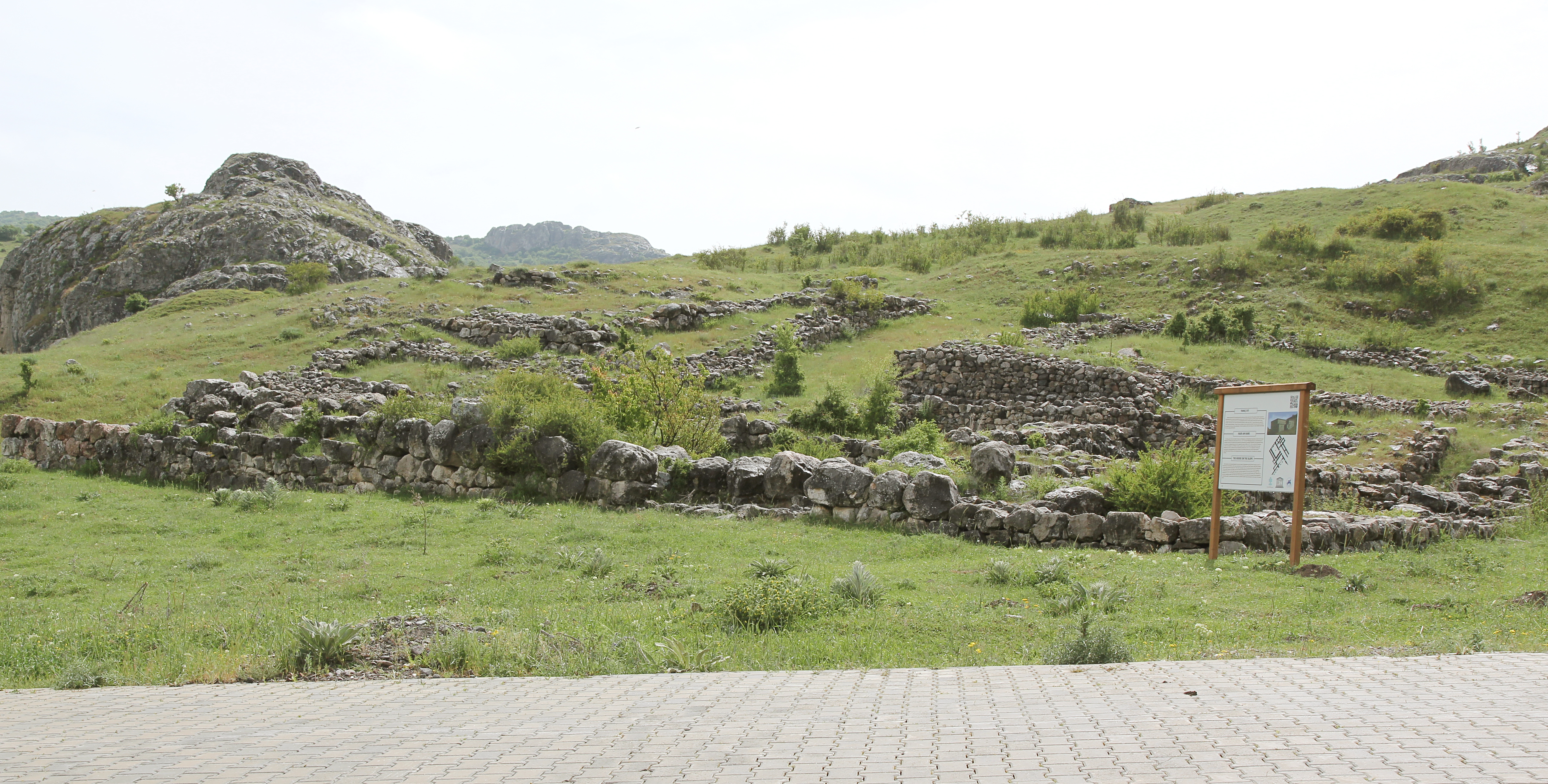
Haus am Hang von Norden

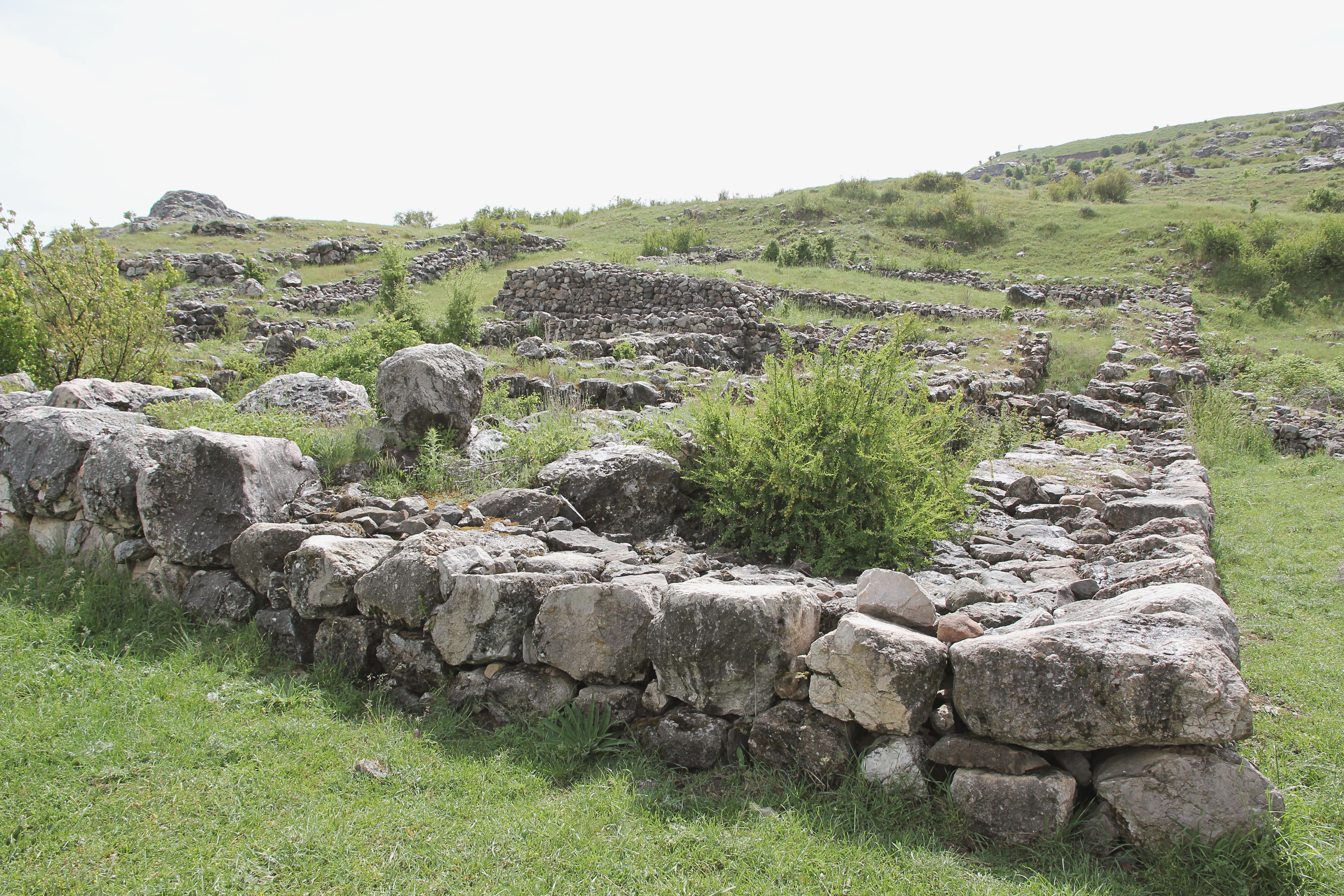
Haus am Hang, Westecke

Haus am Hang ist die Bezeichnung eines Gebäudegrundrisses in der hethitischen Hauptstadt Ḫattuša. Der Name ist auch international vorwiegend in der deutschen Form gebräuchlich, gelegentlich wird auch house on the slope verwendet. Bei dem Bauwerk handelte es sich vermutlich um ein offizielles Gebäude, möglicherweise um eine Schreiberschule.

## Lage
Die Reste von Ḫattuša liegen im nördlichen Zentralanatolien beim türkischen Ort Boğazkale im gleichnamigen Bezirk der Provinz Çorum. In der Literatur wird für den Fundort traditionell meist der frühere Name des Ortes Boğazköy verwendet. Der sogenannte Nordwesthang im Grabungsgelände zieht sich vom Großen Tempel nach Südosten bergan bis zur Königsburg Büyükkale. Etwa 70 Meter südöstlich des Tempels befinden sich die Grundmauern des Hauses an einem steil ansteigenden Hang. Dazwischen liegen die moderne Straße und der Parkplatz am Tempelgelände. Der Nordwesthang gehört zur hethitischen Altstadt von Ḫattuša, auch Unterstadt genannt, die spätestens im 16. Jahrhundert v. Chr. mit einer Befestigung, der heute sogenannten Poternenmauer, umgeben war. In der näheren Umgebung lagen weitere Gebäude, das Haus am Hang ist mit einer Grundfläche von 32 × 36 Metern und zwei Stockwerken das größte und wohl bedeutendste davon.

## Forschungsgeschichte
Im Zuge der frühen deutschen Ausgrabungen in Boğazköy durch Hugo Winckler und Theodor Makridi zu Beginn des 20. Jahrhunderts legten die beiden Wissenschaftler 1907 und 1911 die Grundmauern des Hauses zum großen Teil frei. Sie fanden eine beträchtliche Zahl von in Keilschrift beschriebenen Tontafeln und bezeichneten das Gebäude als Archiv. Da sie keine Dokumentation ihrer Arbeiten erstellt hatten und die Grabung auch nicht fertiggestellt war, begann im Rahmen der Ausgrabung des Deutschen Archäologischen Instituts 1937 unter Kurt Bittel eine erneute Untersuchung. Ziel der Ausgrabungen war unter anderem, die hethitischen Bautechniken zur Überwindung des ansteigenden Geländes, die große Teile des Stadtgebiets betrafen, zu ergründen. Der Bauforscher Rudolf Naumann erstellte einen Plan des Gebäudes. In den 1960er Jahren unternahm der Bauforscher und spätere Grabungsleiter von Ḫattuša Peter Neve erneut Ausgrabungen am Haus am Hang. Während bei den Arbeiten in den 1930ern nur wenige Schrifttafeln zum Vorschein gekommen waren, waren es diesmal über 1400 Fragmente, davon mehr als 600 im Aushub von Wincklers Grabungen. Seit 2022 beabsichtigt das Grabungsteam von Andreas Schachner, dem heutigen Grabungsleiter, den Nordwesthang großflächig zu untersuchen. Im Zuge dieser Arbeiten wurden zunächst zwei Areale südlich beziehungsweise südöstlich des Hauses am Hang ausgegraben. Dabei kam eine Tontafel ans Licht, die einen Text in einer bisher unbekannten indogermanischen Sprache enthielt. Die unvollständig erhaltene Tafel enthält einen auf Hethitisch verfassten Ritualtext, in den eine Rezitation in einer anderen Sprache eingeschoben ist. Diese Sprache wird in dem hethitischen Teil des Textes als die Sprache des Landes Kalašma bezeichnet, einer Region, die im Nordwesten des hethitischen Kernlandes, in der Gegend der heutigen Städte Gerede oder Bolu vermutet wird.

## Beschreibung

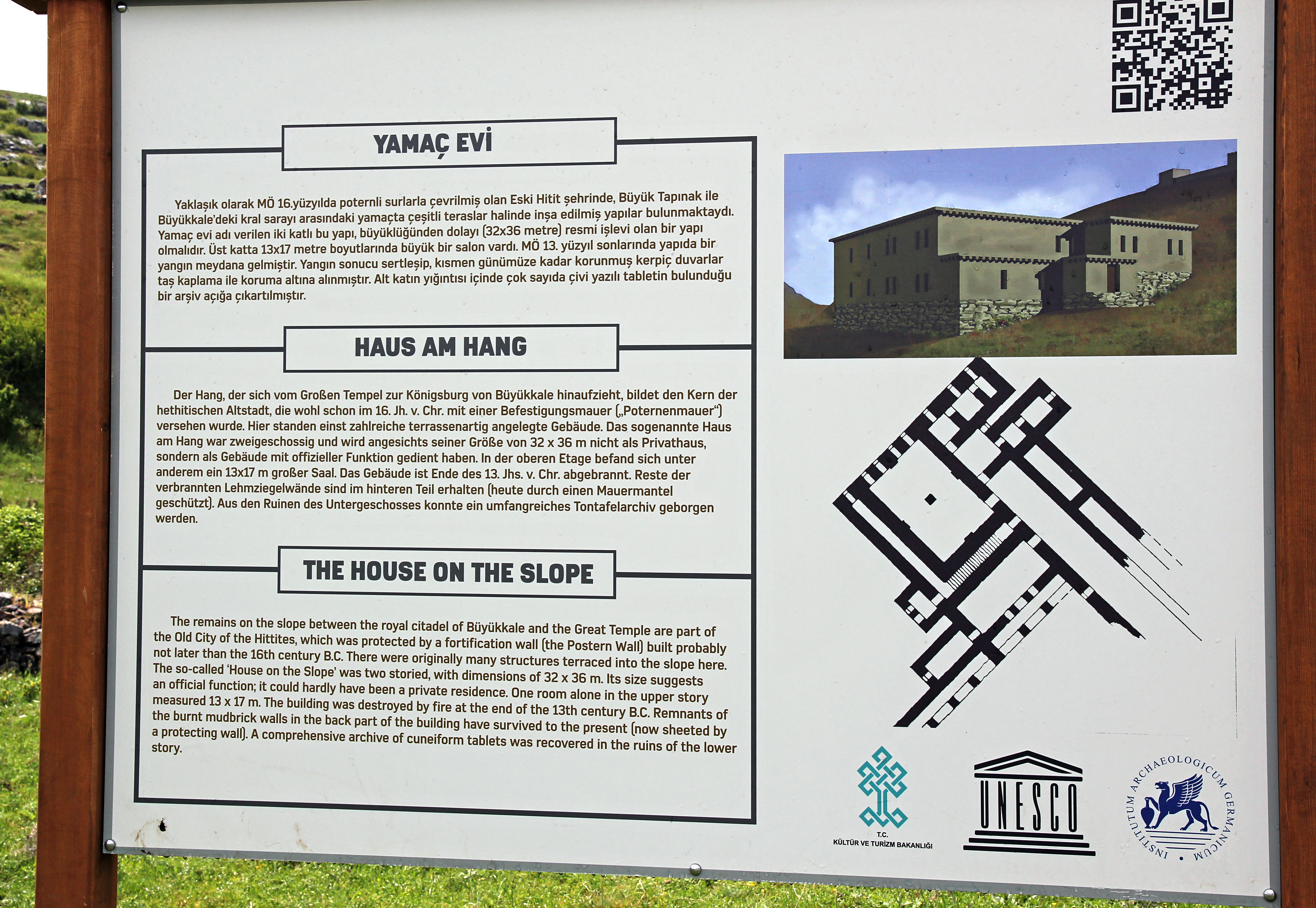
Plan des Obergeschosses und Rekonstruktion (Infotafel vor Ort)

Das Haus am Hang hat Abmessungen von 32 × 36 Metern. Wie bei allen Bauten in Ḫattuša sind auch hier nur die Grundmauern erhalten, da das aufgehende Mauerwerk aus Lehmziegeln bestand und der Witterung zum Opfer fiel. Das Haus wurde durch einen kleinen Vorbau im Südwesten betreten, an den sich ein Treppenhaus und nach links ein langer Flur anschlossen. Links vom Treppenhaus lagen vier im Karree angeordnete, gleich große rechteckige Räume. Darüber wird ein Saal vermutet, der die Größe der vier Räume einnahm und damit 13 × 17 Meter maß. In der Mitte war er mit einer Stützsäule ausgestattet. Er wurde über einen südöstlich vorgelagerten langrechteckigen Raum betreten, in den das von unten kommende Treppenhaus mündete. Peter Neve erkennt im Aufbau des Gebäudes deutliche Ähnlichkeiten zum Haus D auf Büyükkale.
Die Entstehungszeit des Hauses lässt sich gegenwärtig noch nicht feststellen, als die Altstadt im 16. Jahrhundert v. Chr. mit der Poternenmauer befestigt wurde, hat es vermutlich schon existiert. Zum Ende des 13. Jahrhunderts v. Chr. wurde es durch einen Brand zerstört und nicht wieder aufgebaut. Durch das Feuer haben sich Teile der Lehmziegelmauern im hangseitigen Teil erhalten, sie sind zum Schutz gegen Witterungseinflüsse heute ummauert.
Auch über die Funktion des Gebäudes sind noch keine sicheren Aussagen möglich. Neve vermutete eine den Tempeln zweckverwandte Funktion […] oder gar als eigenständiges Heiligtum. Jürgen Seeher, Grabungsleiter von 1994 bis 2005, bezeichnet es allgemeiner als ein Gebäude mit offizieller Funktion. Die italienische Hethitologin Giulia Torri sieht im Haus am Hang eine Schreiberwerkstatt und -schule.